# Jean Reyre
Pour les articles homonymes, voir Reyre.
Jean Reyre (9 décembre 1899 à Saintines - 24 août 1989 à Paris,) est un banquier français.

## Biographie
Diplômé de la Faculté de droit de Paris et de l'École libre des sciences politiques, il rentre à la Banque de Paris et des Pays-Bas en 1924.
Il devient successivement fondé de pouvoir de la Banque de Paris et des Pays-Bas en 1936, sous-directeur en 1938, directeur en 1945, directeur général de 1948 à 1966, vice-président en 1962, puis président-directeur général en 1967. Reyre diversifia les différents secteurs de la banque dans la période d'après guerre, contribuant ainsi au développement de la banque.
Il voyage à Moscou en 1967 dans l'objectif de développer les relations économiques entre l'URSS et la France.
Il quitte la présidence en 1969 après l'échec de la prise de contrôle du CIC.
Reyre était également président de la Société algérienne de développement et d'expansion et siégeait au sein d'un grand nombre de conseils d'administration.

## Sources
- Félix Torres, Jean Reyre, quand la banque d'affaires fait son commerce, in "Banquiers d'avenir: des comptoirs d'escompte à la naissance de BNP Paribas", 2000
- Hubert Bonin, Le monde des banquiers français au vingtième siècle, 2000
- Robert Jablon, Laure Quennouëlle-Corre, André Straus, Politique et finance à travers l'Europe du XXe siècle: entretiens avec Robert Jablon, 2009